# NSDAP/AO
La NSDAP/AO fue la sección exterior del Partido Nacionalsocialista Obrero Alemán (NSDAP). AO es la abreviatura de la palabra compuesta alemana Auslands-Organization u «Organización exterior» en español. Los miembros del partido que vivían fuera del Reich alemán se agruparon en este departamento especial del NSDAP.

## Historia
La NSDAP/AO fue fundada originalmente el 1 de mayo de 1931, por iniciativa del Reichsorganisationsleiter Gregor Strasser; su dirección fue asignada a Hans Nieland, aunque Nieland renunció a su cargo el 8 de mayo de 1933. A partir de esa fecha la organización exterior del Partido Nazi pasó a ser dirigida por Ernst Wilhelm Bohle —un protegido de Rudolf Hess—, y pasó a constituir el único gau no territorial del NSDAP. Tras el nombramiento de Bohle, Hess dio un mayor apoyo a la NSDAP/AO, que realizó informes y empezó a cooperar con el servicio de inteligencia alemán. En otros casos la organización estuvo profundamente implicada en actividades propagandísticas y de carácter subversivo. Se estableció que sólo los ciudadanos del Reich alemán (en alemán, Reichsdeutsche) con un pasaporte germano podrían convertirse en miembros de la AO, mientras que a los alemanes étnicos (Volksdeutsche) que poseían la nacionalidad del país en el que vivían se les negó esta posibilidad. Al igual que el Partido Nazi, la Auslands-Organization desapareció al final de la Segunda Guerra Mundial.

## Líderes del organismo
| Nombre              | Inicio            | Final             | Notas                              |
| Hans Nieland        | 1 de mayo de 1931 | 8 de mayo de 1933 |                                    |
| Ernst Wilhelm Bohle | Octubre de 1933   | Mayo de 1945      | Expansión del tamaño del NSDAP/AO. |

## Presencia internacional

### Costa Rica
La delegación local del NSDAP/AO en Costa Rica existió en las décadas de 1930-1940, contó con 66 miembros y realizó lobby a favor de Alemania durante la Segunda Guerra Mundial. Sus líderes eran el ingeniero Max Effinger, Herbert Knöhr y Karl Bayer. Se reunían en el Club Alemán, que se ubicaba en Calle 21, Avenida 1, San José.
Registros de la época establecen que existió comunicación entre Berlín y la comunidad alemana y que hubo un esfuerzo deliberado del Tercer Reich de impulsar el nazismo entre la diáspora alemana en Costa Rica, y en el resto de América Latina.  No obstante, el apoyo de los alemanes-costarricenses al nazismo no fue uniforme, al parecer las generaciones más viejas lo tomaron con escepticismo y otros tantos eran abiertos opositores. Pero tuvo su apoyo especialmente entre alemanes jóvenes o nacidos en Alemania. También se creó una rama de la Juventud Hitleriana liderada por el director del Colegio Alemán Hannes Ihring, pero que tuvo problemas de ser implementada por el cuestionamiento constante de sus participantes. Registros periodísticos de la época muestran que el tema fue sujeto de acalorado debate entre los alemanes costarricenses así como de luchas por el control de la directiva del Club Alemán, que finalmente cayó en manos del grupo pro-nazi.
Uno de los dirigentes, Max Effinger, fue nombrado asesor de inmigración en el gobierno de León Cortés Castro (1936-1940), e impidió así el ingreso de muchos judíos polacos que escapaban de Alemania.

### República Dominicana
A principios de la década de 1940, el NSDAP/AO tenía quizás alrededor de 50 miembros activos en la República Dominicana, un número relativamente grande considerando que la población nacida en Alemania en el país era de alrededor de 150 con 300 personas adicionales de ascendencia alemana. El Partido había organizado grupos en cinco ciudades dominicanas: Santo Domingo, Puerto Plata, Montecristi, Valle del Cibao y San Pedro de Macorís.

### Suecia
El NSDAP/AO tenía el Landesgruppe Schweden. Durante los primeros años de la Segunda Guerra Mundial fue dirigido por W. Stengel, pero luego el diplomático alemán Heinz Gossmann asumió la dirección. Hubo varios Ortsgruppen en diferentes partes de Suecia, como Gotemburgo, Borås, etc.

### Chile
En Chile, la presencia de NSDAP/AO fue una relación con el Movimiento Nacional-Socialista de Chile (MNSCh), así como la relación con la comunidad alemana al sur de Chile. Sin embargo, en marzo de 1938, Jorge González von Marées, líder del movimiento, se distanció del fascismo, desacreditó las políticas de la Alemania nazi y atacó tanto a la comunidad alemana residente en Chile como a los chilenos de origen alemán. Además, González se tornó contrario al nacionalsocialismo, calificando su presencia en Chile como una «penetración de pensamientos hitleristas en las colonias alemanas en Sudamérica»; de hecho, miembros germanodescendientes del movimiento fueron expulsados debido a su identificación con el nacionalsocialismo alemán.
Esta situación se ha agravado desde hace 5 años por causa de la propaganda hitlerista y de la extensión de organizaciones hitleristas en nuestros países.

Jorge González von Marées.
González también declaró que había sido un error de su parte nombrar a su movimiento «nacional-socialista», y el partido declaró que el nombre había sido escogido como un intento de aprovechar el éxito que el nacionalsocialismo tenía entonces en Europa. González, quien inicialmente se había declarado antisemita, se alejó de esta ideología. El NSDAP/AO, organización internacional del NSDAP alemán, abandonó el contacto inicial que había establecido con el MNS y criticó al partido por su poco compromiso con el antisemitismo. Este alejamiento del fascismo y del nacionalsocialismo por parte de González desembocó en 1939 en la creación de la Vanguardia Popular Socialista (VPS), que el propio González definió como una colectividad antifascista.
Pese a este giro ideológico, algunos nazis, como Miguel Serrano, continuaron apoyando las ideas de Adolf Hitler. Posteriormente, los antiguos miembros del MNS que siguieron identificándose con el fascismo se aglutinaron en el Partido Nacional Fascista (PNF). Se desconoce si el PNF estableció relaciones con NSDAP/AO.